# Hlubinné úložiště
Hlubinné úložiště slouží pro trvalé ukládání radioaktivního odpadu (RO) bezpečně a dostatečně hluboko pod zemský povrch, mimo dosah běžného života. Je zároveň i místem, kde palivo pro jaderné elektrárny zakončuje svůj palivový cyklus.

## Problematika radioaktivního odpadu
Mnohé oblasti lidské činnosti, zejména ty spojené s jadernou energetikou, produkují RO různých tříd. Patří sem ale i např. zdravotnictví a různé výzkumné a vzdělávací instituce, které se zbavují použitých kontaminovaných přístrojů, oděvů apod. Nejnebezpečnější typ produkovaného odpadu je vysoce aktivní odpad. Ten tvoří asi 3 % hmotnosti veškerého vyprodukovaného radioaktivního odpadu a jedná se zejména o použité (vyhořelé) jaderné palivo, které se stalo radioaktivní vlivem intenzivního ozařování neutrony v jaderném reaktoru. Dále do něj spadají například radioaktivní zbytky produkované při přepracování jaderného paliva. Tento odpad je nutné oddělit od životního prostředí na dobu tak dlouhou, dokud neklesne jeho nebezpečnost na přijatelnou míru. V České republice se takovýchto odpadů vyprodukuje ročně zhruba 100 tun. Vyhořelé palivo lze sice do jisté míry přepracovat a znovu použít pro produkci energie. I při tomto přepracování ale vznikají radioaktivní látky, kterých je nutné se zbavit.
Radioaktivní izotopy se samovolně přeměňují na izotopy jiné. Tyto přeměny jsou doprovázeny produkcí tepla a dále vyzařováním částic (ionizujícím zářením) různých typů. V případě vysoce aktivního odpadu je těchto částic produkováno velmi velké množství, které může být pro člověka smrtelné. V průběhu času míra produkce tepla a vyzařování částic postupně klesá. Cílem je odpad uskladnit mimo lidský dosah na tak dlouhou dobu, aby přestal být životu nebezpečný.
Problémem je, že, jak je vidět na obrázku 1, nebezpečné radionuklidy některých izotopů vyzařující částice alfa, jako americium, plutonium či neptunium, se přeměňují velice dlouho, řádově stovky tisíců až miliony let. Bohužel zatím neexistuje způsob, jak tento proces zastavit. Nejen z tohoto důvodu se jako ekonomicky i technicky vhodná varianta pro likvidaci paliva zatím jeví použít hlubinné úložiště, kde lze odpad bezpečně na dlouhou dobu izolovat od životního prostředí. Nutno dodat že do hlubinného úložiště je možné ukládat i RO nižších kategorií (středně a nízkoaktivní), pro které jsou běžně provozována standardní úložiště RO po celém světě (v ČR úložiště Richard, Bratrství a Dukovany).

## Míra nebezpečnosti vyhořelého jaderného paliva
Aktivita [Bq] (Becquerel) není dostatečně vypovídající údaj o nebezpečnosti vyhořelého paliva, protože nezohledňuje typ vyzařovaných částic. Ty se totiž mezi sebou významně liší mírou biologického působení na člověka. Rozhodujícím parametrem je ekvivalentní dávka [Sv] (sievert), kterou lidské tělo obdrží při expozici vůči ionizujícímu záření. Ta se odvíjí od prostředí, vzdálenosti od paliva, typu absorbující tkáně, druhu částic, dávkového výkonu paliva a mnoha dalších parametrů.
Podle Eschbacha B. et al. je obdržená efektivní dávka u paliva po 3,7 letech od vyvezení z reaktoru průměrně 32,2 Sv za hodinu. Po 30 letech od vyjmutí z reaktoru pak průměrně 5,8 Sv za hodinu (údaje stanoveny ve vzdálenosti 1 metr od středu standardního palivového souboru užívajícího oxidické palivo, z tlakovodního reaktoru typu PWR, v jednom souboru 15x15 palivových proutků).
Podle oficiálních údajů ohledně rozměrů palivových souborů v elektrárnách Dukovany (EDU) a Temelín (ETE), lze orientačně určit, že palivový soubor ve vzdálenosti 1 metr vyzařuje po 30 letech vyjmutí z reaktoru efektivní dávkou zhruba 9 Sv za hodinu u ETE a 3 Sv za hodinu u EDU.
Tyto orientační hodnoty lze porovnat s průměrnými ročními hodnotami ozáření. Průměrné roční ozáření běžného člověka (od radiace z přírodního pozadí) v České republice je podle Státního úřadu pro jadernou bezpečnost (SÚJB) asi 0,0035 Sv. Roční limit pro radiační pracovníky je 0,020 Sv. Odtud je zřejmé, že palivo i po 30 letech od vyvezení z reaktoru vyzařuje značnou mírou a přípustné roční limity tak překoná v řádu sekund. To není ale jediný problém. I poté, co aktivita paliva poklesne na přijatelnou hodnotu, obsahuje radionuklidy, které jsou nebezpečné zejména po kontaminaci pitné vody, či podzemních pramenů.
Uložené palivo musí proto být zakonzervováno tak, aby bariéry uvnitř hlubinného úložiště sloužily nejen jako radiační stínění, ale i jako doslovné překážky proti kontaktu odpadu s podzemní vodou. Proto existují povolené vyzařované dávky i limity. Například Americká agentura pro ochranu životního prostředí (EPA) v roce 1994 vydala v platnost zákon, že po 10 000 letech v provozu nesmí celé úložiště vyzařovat do blízkého okolí více než 150 μSv (0,000 15 Sv) ročně.

## Skladování vyhořelého paliva v ČR
Bezpečné izolování a skladování vysoce aktivního odpadu již ve světě běžně probíhá. Například palivo z ETE a EDU je po vyjmutí z bazénu skladování vyhořelého paliva uloženo do obalových souborů CASTOR, které mají dostatečně silné litinové stěny téměř dokonale stínící záření z paliva. Zároveň tvoří palivu hermetický obal a mechanickou ochranu. Tyto kontejnery jsou uloženy v meziskladu vyhořelého paliva, kde jsou chlazeny okolním vzduchem (obrázek 2). Jejich životnost je projektována na 60 let.

## Princip hlubinného úložiště dle SÚRAO[2]
Koncepty hlubinných úložišť připravované různými státy světa se mezi sebou moc neliší. V České republice se celou problematikou skladování RO zabývá Správa úložišť radioaktivních odpadů (SÚRAO). Úložiště musí zajistit oddělení paliva od životního prostředí řádově až na stovky tisíců let. Zahájení výstavby Českého hlubinného úložiště je předem odhadováno na rok 2050 a zahájení provozu na rok 2065.

### Přebalení paliva do nových obalových souborů
Po uplynutí životnosti obalových souborů CASTOR je nutné palivo přeložit do nových obalů. Palivové proutky se uloží do ukládacího obalového souboru z korozivzdorné oceli a tento vnitřní soubor se uloží do obalu z uhlíkové oceli. Proutky jsou uloženy ve dvoj-obalovém systému. Vnější obal musí být navržen tak, aby i po korozi, probíhající desetitisíce let, zajistil mechanickou stabilitu. Vnitřní obal musí zajišťovat mechanickou stabilitu i po zkorodování obalu vnějšího. Takto vzniklý nový ukládací obalový soubor je obalen bentonitem, který ho chrání před kontaktem s vodou, a teprve tak je uložen v hlubinném úložišti. Soubor je na obrázku 3.

### Vzhled úložiště
Na obrázku 4 je koncept hlubinného úložiště od SÚRAO. Zařízení tvoří povrchový areál a podzemní prostory.
Povrchový areál slouží pro manipulaci s přivezenými kontejnery CASTOR. Tvoří ho plochy pro manipulaci s vytěženou horninou, administrativní budovy, zařízení zajišťující dodávku elektrické energie pro důlní práce a větrání úložiště. Jsou zde též dílny pro servis důlních zařízení a plochy železniční vlečky. Celková rozloha povrchového areálu se aktuálně odhaduje na 10-15 hektarů, ale výsledná velikost bude záviset na možnostech vybrané lokality a výsledném koncepčním řešení před výstavbou.
Podzemní ukládací prostory jsou propojeny s povrchovým areálem pomocí přístupových tunelů a větrací šachty. Tím je oddělena cesta pro dopravu ukládacích obalových souborů od cest sloužících pro přepravu materiálu (vytěženého kvůli vyhotovení ukládacích prostorů) a přístupu pracovníků do podzemí. Hlavní část úložiště tvoří ukládací prostory, tj. jednotlivé vrty, které se budou nacházet v hloubce zhruba 500 metrů pod povrchem. Tyto vrty budou vyhotovovány postupně během provozu úložiště, na základě poptávky po ukládání paliva. Konkrétní hloubka a finální způsob ukládání budou také přizpůsobeny konečné vybrané lokalitě a technologickým možnostem v době výstavby. Celková doba aktivního ukládání paliva v úložišti (provozu úložiště) se odhaduje na 100 let. Jeho kapacita by měla stačit na cca 10 000 tun vyhořelého paliva.

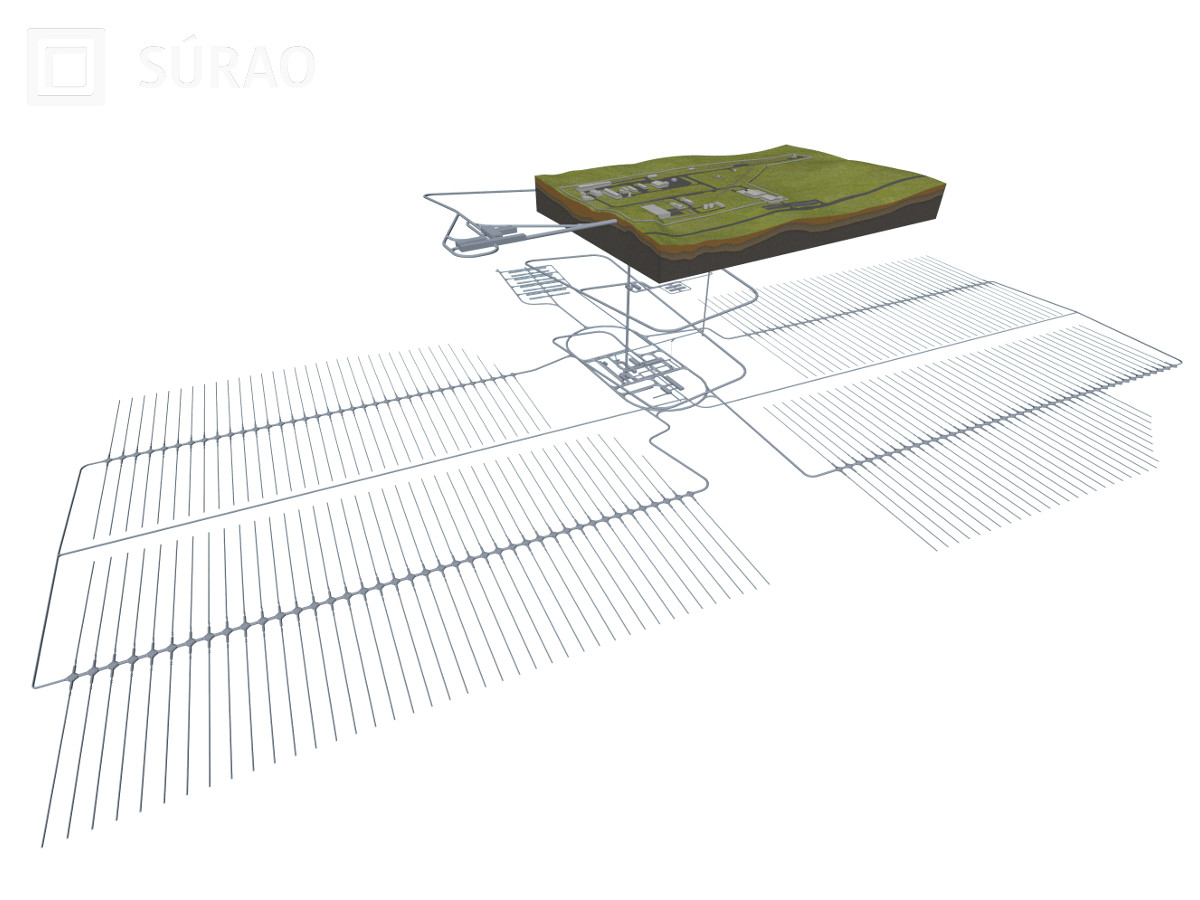
Obrázek 4 - Model hlubinného úložiště od SÚRAO

### Financování a výběr lokality
Pro výběr finančních prostředků (nejen) pro hlubinné úložiště slouží v ČR tzv. jaderný účet zřízený u České národní banky, na který ročně přichází více než miliarda Kč od provozovatele jaderných elektráren v ČR – ČEZ a.s. a od dalších společností produkujících RO. Je totiž prosazována zásada, že „původce platí“. Náklady na přípravu, výstavbu, provoz a uzavření českého hlubinného úložiště jsou momentálně vyčísleny na cca 130 miliard Kč.
Výběr vhodné lokality je dlouhodobý proces, na kterém se podílí jak odborníci napříč relevantními obory, tak i zástupci veřejnosti. Vybrané lokality musí splňovat zejména požadavky na vhodné geologické charakteristiky, jakými jsou například vzdálenost od seismicky aktivních zlomů, geochemické a hydrogeologické poměry, dlouhodobá stabilita a kritéria související se zákonem o ochraně přírody. Výslednému výběru lokalit předchází rozsáhlý výzkum a sběr dat ve snaze co nejpodrobněji popsat místní podmínky a jejich predikci do budoucna. Výsledkem potom jsou mj. i 3D modely horninového podloží dané lokality.
Od 21. prosince 2020 jsou v aktuálním výběru lokalit pro hlubinné úložiště v ČR čtyři oblasti. Těmi jsou Březový potok (Pačejov, Chanovice – Plzeňský kraj), Horka (Budišov, Oslavička – Kraj Vysočina), Hrádek (Nový Rychnov, Rohozná – Kraj Vysočina) a Janoch (Temelín, Hluboká nad Vltavou, Dříteň, Olešník – Jihočeský kraj)

## Stav hlubinných úložišť ve světě
Stejně jako Česká republika, tak i další státy, které produkují elektrickou energii za pomoci jaderných elektráren, mají ve svém zájmu zkoumat a připravovat projekty pro vlastní hlubinná úložiště. V roce 2022 bylo nejblíže realizaci Finsko, které své úložiště již dokončuje. Aktuálně patří společně se Švédskem mezi jediné dva státy na světě, které mají licenci pro zahájení provozu vlastního hlubinného úložiště.
| Stát            | Organizace | Stav k 11/2022                                                                    | Oficiální web                                                           |
| Česká republika | SÚRAO      | Probíhá výběr lokality ze 4 možností                                              | https://www.surao.cz/                                                   |
| Čína            | CNNC       | Probíhá výběr lokality a stavba podzemní laboratoře                               | https://en.cnnc.com.cn/                                                 |
| Finsko          | Posiva     | Dokončování stavby hlubinného úložiště                                            | https://www.posiva.fi/en/                                               |
| Francie         | ANDRA      | Podávání licence pro výstavbu naplánováno na rok 2022                             | https://international.andra.fr/                                         |
| Chorvatsko      |            | Výběr lokality výhledově kolem roku 2050, spoluvlastnictví se Slovinskem          | https://www.arao.si/index.php/en/                                       |
| Indie           | AEC        | Probíhá výběr lokality                                                            | https://dae.gov.in/node/394 Archivováno 15. 5. 2023 na Wayback Machine. |
| Itálie          | SOGIN      | Předběžný výběr lokality                                                          | https://www.sogin.it/en                                                 |
| Japonsko        | NUMO       | Probíhá výběr lokality                                                            | https://www.numo.or.jp/en/                                              |
| Jižní Afrika    | NRWDI      | Rozhodnuto o budoucí výstavbě hlubinného úložiště                                 | https://www.nrwdi.org.za/                                               |
| Jižní Korea     | KORAD      | Rozhodnuto o budoucí výstavbě hlubinného úložiště                                 | https://www.korad.or.kr/korad-eng/html.do?menu_idx=2                    |
| Kanada          | NWMO       | Probíhá výběr lokality                                                            | https://www.nwmo.ca/                                                    |
| Maďarsko        | PURAM      | Probíhá výběr lokality                                                            | http://www.oah.hu/web/v3/HAEAportal.nsf/web?OpenAgent                   |
| Německo         | BGE        | Probíhá výběr lokality                                                            | https://www.bge.de/en/                                                  |
| Nizozemsko      | COVRA      | Rozhodnuto o budoucí výstavbě hlubinného úložiště                                 | https://www.covra.nl/en/                                                |
| Rumunsko        | ANDR       | Předběžný výběr lokality                                                          | http://andr.ro/en/home/                                                 |
| Rusko           | NO RAO     | Lokalita vybrána, probíhá výstavba podzemní laboratoře                            | https://www.norao.ru/en/                                                |
| Slovensko       | JAVYS      | Probíhá výběr lokality                                                            | https://www.javys.sk/sk/                                                |
| Slovinsko       | ARAO       | Výběr lokality výhledově kolem roku 2050, spoluvlastnictví s Chorvatskem          | https://www.arao.si/index.php/en/                                       |
| Spojené státy   | DOE        | Rozhodnuto o budoucí výstavbě hlubinného úložiště                                 | https://www.energy.gov/ne/spent-fuel-and-waste-disposition              |
| Španělsko       | ENRESA     | Rozhodnuto o budoucí výstavbě hlubinného úložiště                                 | https://www.enresa.es/eng/                                              |
| Švédsko         | SKB        | Licence o výstavbě úložiště přijata v roce 2022, zahájení výstavby předběžně 2025 | https://www.skb.com/                                                    |
| Švýcarsko       | NAGRA      | Probíhá výběr lokality                                                            | https://nagra.ch/en/mission/                                            |
| Taiwan          | INER       | Předběžný výběr lokality                                                          | https://en.iner.gov.tw/                                                 |
| Ukrajina        | SAUEZM     | Rozhodnuto o budoucí výstavbě hlubinného úložiště                                 | https://dazv.gov.ua/en                                                  |
| Velká Británie  | RWM        | Probíhá výběr lokality                                                            | https://www.gov.uk/guidance/radioactive-waste-management-rwm-about-us   |

### Finsko – Onkalo
Toto finské hlubinné úložiště spravované společností Posiva je ve fázi dokončování nedaleko jaderné elektrárny Olkiluoto, která se nachází na stejnojmenném ostrově. Podzemní hloubka dosahuje 450 metrů a první testování ukládání vyhořelého paliva zde má být spuštěno v roce 2023. Zahájení oficiálního ukládání jaderného paliva je předběžně plánováno na rok 2025. V červenci roku 2022 bylo dokončeno prvních pět tunelů pro skutečné ukládání vyhořelého paliva o celkové délce 1 700 metrů. Onkalo se tak velice pravděpodobně stane prvním provozovaným hlubinným úložištěm na světě.
O tomto úložišti a celkově o problematice ukládání vysoce RO byl v roce 2010 natočen dokumentární film „Into Eternity: A film for the future“, který se mj. zamýšlí i nad tím, jak varovat budoucí civilizace za desetitisíce let o tom, co se v úložišti vlastně skrývá.

#### Označení úložiště
Zajímavým problémem, kterým se mj. zabývá i zmiňovaný film, je jak správně hlubinné úložiště označit. Panují zejména dva přístupy. Tím prvním je úložiště vůbec nijak neoznačovat a po ukončení provozu kompletně zahladit jakékoliv stopy po jeho výstavbě. Vzhledem k tomu, že je úložiště vyhotoveno vždy v geologicky velmi stabilní a tím pádem i archeologicky nezajímavé oblasti, předpokládá se, že nikdo ani za tisíce let nebude mít důvod v daném místě kopat do velké hloubky s možností na úložiště narazit. Přístup vychází z předpokladu, že např. pyramidy v Gíze byly také označeny, aby byl chráněn jejich obsah, a o to rychleji byly vykradeny, protože nápisy působily dojmem, že se v nich skrývá něco zajímavého či cenného.
Druhým přístupem je hledání takového označení, které pochopí civilizace i za tisíce let poté, co bude používaná řeč nejspíše velmi odlišná od té používané ve 21. století. Jde zejména o různé obrázky značící nebezpečný obsah a jeho dopady, či o radikálnější řešení jako je například výsadba trnitých dřevin a tvorba nevzhledného prostředí, které bude působit odpudivě a nikdo nebude chtít na území povrchového areálu úložiště vstoupit.

### Švédsko
V lednu 2022 přijala švédská vláda finální návrh hlubinného úložiště od švédské společnosti SKB, která ve Švédsku spravuje nakládání s RO. Hlubinné úložiště Forsmark se bude nacházet poblíž stejnojmenné jaderné elektrárny, poblíž obce Östhammar. Úložiště má být v hloubce 500 metrů a jeho celková kapacita bude 12 000 tun vyhořelého paliva uloženého v nových, měděných obalech. Zahájení výstavby je předběžně plánováno na první půlku let 2020-2030 a do provozu má být uvedeno o 10 let později. Finální podoby má úložiště dosahovat kolem roku 2080.

### Čína[12]
Za vývoj hlubinného úložiště je v Číně zodpovědná Čínská národní jaderná korporace (CNNC). Zabývá se úložištěm pro vyhořelé palivo z reaktorů CANDU a vysokoaktivní odpad vznikající při přepracování vyhořelého paliva pro lehkovodní reaktory. V roce 2021 začala budovat svou první podzemní výzkumnou laboratoř v poušti Gobi pro zkoumání vhodnosti lokality pro ukládání vysokoaktivního odpadu, včetně jaderného paliva. Testování má probíhat v letech 2021-2050 a pokud budou výsledky z testování pozitivní, plánovaná výstavba hlubinného úložiště bude probíhat mezi lety 2041 a 2050.

### Francie[14]
Nakládání s RO spravuje ve Francii společnost Andra, která od roku 2005 provozuje podzemní výzkumnou laboratoř ve východní Francii v lokalitě Bure. Žádost o licenci pro své hlubinné úložiště v této oblasti chce podat v roce 2022. Otázka hlubinného úložiště je zde aktuální mj. i proto, že Francie patří mezi státy, které své jaderné palivo přepracovávají.

### Rusko[12]
V Ruské federaci je za správu RO zodpovědná Ruská národní společnost pro nakládání s radioaktivním odpadem (NORWM). V roce 2008 byl jako lokalita pro hlubinné úložiště vybrán horninový masiv u o Železnogorsku v Krasnojarském kraji a v roce 2016 byla oblast odsouhlasena. Momentálně se zde buduje podzemní výzkumná laboratoř, která má za úkol potvrdit podmínky pro zhotovení úložiště.

## Postoj veřejnosti
Při výběru lokality je snaha dosáhnout kompromisu s různorodými názory, které panují (nejen) mezi dotčenými občany. Proto je důležité, aby zejména dotčené obce měly dostatek informací, dostatečné pravomoci a záruky. Spousta odborníků napříč oborem, stejně jako SÚRAO, považuje hlubinné úložiště za aktuálně nejlepší řešení otázky likvidace jaderného odpadu, které dává po ekonomické, technické a bezpečnostní stránce smysl. Vzhledem k povaze RO existuje ale i mnoho odpůrců, kteří se snaží proti vyhotovení hlubinného úložiště bojovat, v České republice zejména občanské sdružení „Nechceme úložiště Kraví hora“.  Mezi obavy patří například psychické ovlivnění obyvatel v okolí hlubinného úložiště, dále riziko kontaminace v případě poškození kontejneru při přepravě RO nebo při jeho přebalování v horké komoře (speciální prostor pro manipulaci s radioaktivními látkami), která se nachází přímo v povrchovém areálu, či při neočekávaném kontaktu s podzemními vodami. Dále fakt, že nikde na světě ještě není provozované referenční zařízení a že žádná stavba v historii lidstva nebyla projektována na tak dlouhou dobu jako jsou stovky tisíců let.

## Příklad fungování - přírodní úložiště
Žádná taková stavba jako hlubinné úložiště zatím ve světě není nikde v provozu. Pro důkazy efektivnosti použití skalních masívů jako přírodní stínění se proto předkládají tzv. přírodní úložiště. Jde o jevy v přírodě, kdy dochází po miliony let k jaderným přeměnám a interakcím s okolní horninou. Typický je např. přírodní jaderný reaktor v Gabonu nebo ložisko radioaktivních látek u Cigar Lake v Kanadě, kde již 1,3 miliard let existuje v hloubce 430 metrů ložisko uranové rudy obsahující 60 % uranu. Pro studie dlouhodobé koroze potom slouží třeba kovové předměty vylovené z moře, například měděné předměty z dob starého Egypta a Řecka, staré přes 2500 let.